# تاتیانا پانووا
 تاتیانا پانووا (انگلیسی: Tatiana Panova؛ زاده ۱۳ اوت ۱۹۷۶) یک تنیس‌باز اهل روسیه است. 